# Перфострічка

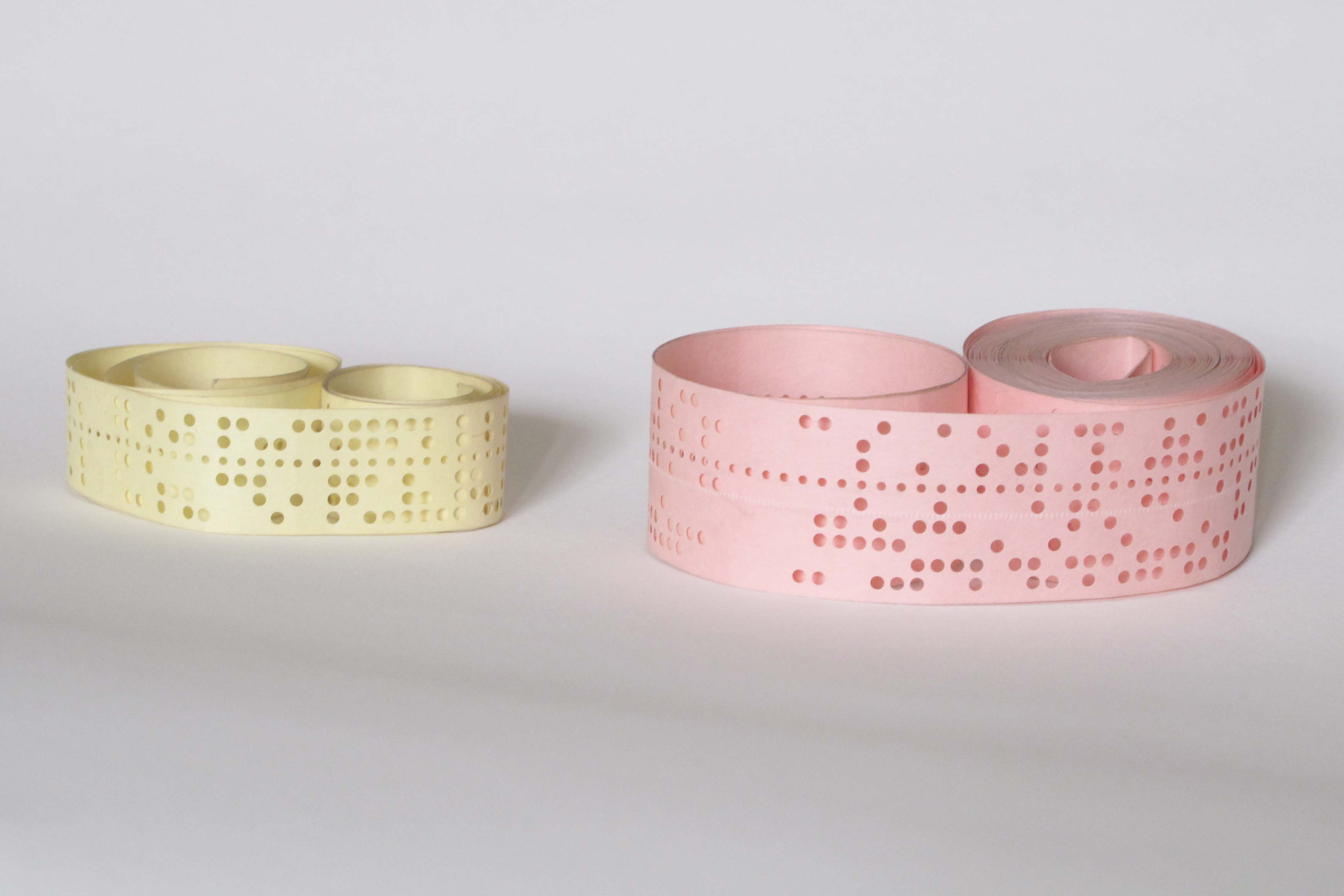
5-доріжкова та 8-доріжкова паперові перфострічки

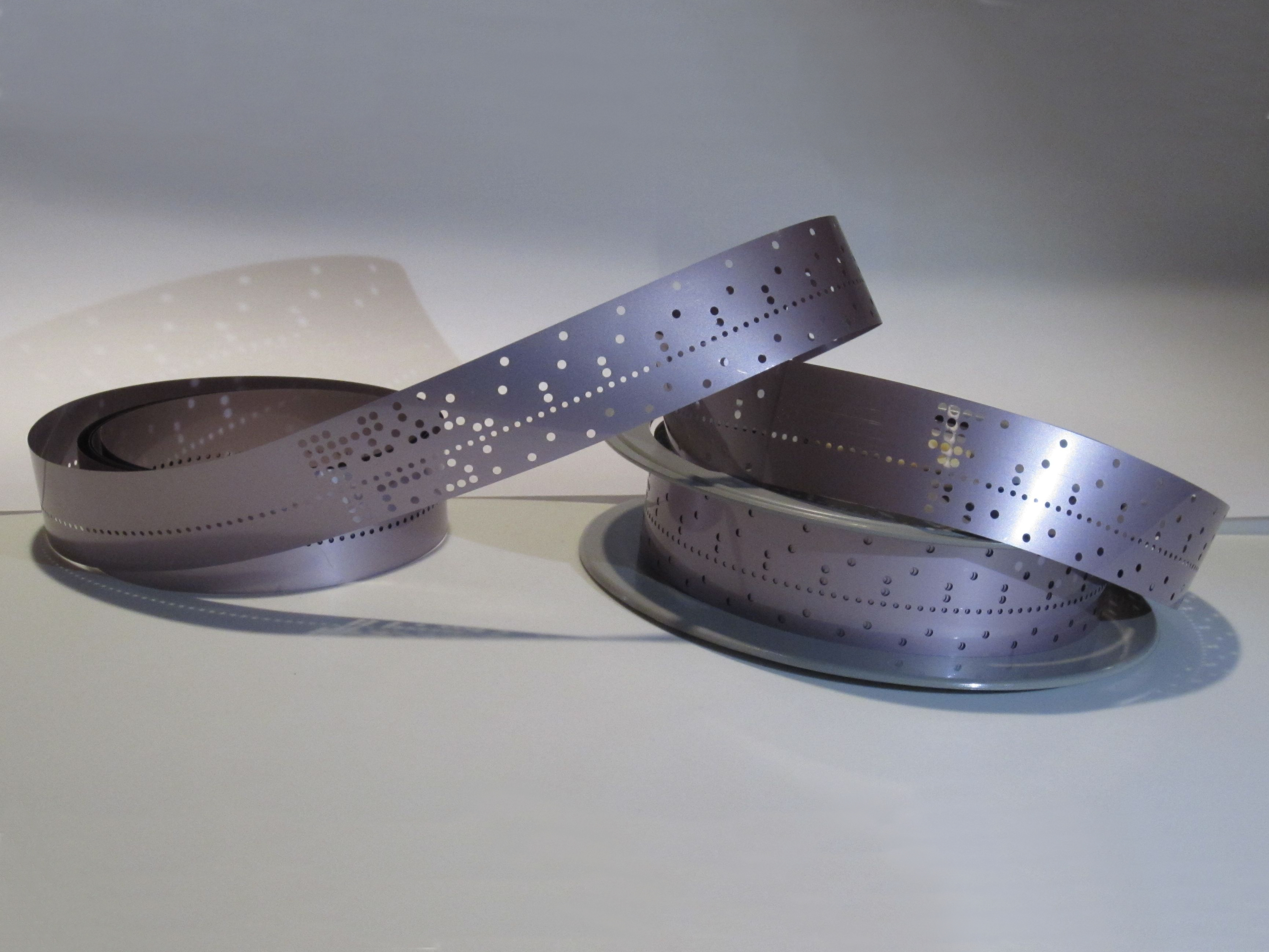
Лавсанова перфострічка

Перфострічка (перфорована стрічка) — носій інформації WORM-типу у вигляді стрічки з цупкого паперу або полімерного матеріалу (нітроцелюлоза, ацетилцелюлоза, лавсан), на яку інформація записується за допомогою перфорації отворів на перфораторі, а зчитування інформації проводиться за допомогою фотоелементів.

## В телеграфії
Перші перфострічки використовували з середини XIX століття в телеграфії і телетайпному зв'язку. Отвори в них розташовувалися в 5 рядів, для передачі даних використовували код Бодо або МТК-2.
В середині стрічки йде доріжка з дрібнішою перфорацією, так звана «транспортна доріжка». Вона служить для переміщення стрічки з допомогою зубчастого колеса.
Комбінація отворів відповідає коду, який використовують. Кожен крок стрічки відповідає певному символу, серед яких можуть бути:
- цифра
- літера
- знак (крапка, кома, двокрапка, крапка з комою, дефіс тощо)
- службова комбінація (переведення регістру між ЦИФ-ЛАТ-РУС, підйом каретки, повернення каретки тощо)

```
 /\/\/\/\/|
|     .   |
|     .   |
| o o .ooo|  W
| oo o.  o|  i
| oo o. oo|  k
| oo o.  o|  i
| ooo .   |  p
| oo  .o o|  e
| oo  .o  |  d
| oo o.  o|  i
| oo  .  o|  a
|    o.o o|  Carriage Return
|    o. o |  Line Feed
|     .   |
|     .   |
|/\/\/\/\/
```

Перфострічка із записаним в коді ASCII словом «Wikipedia»
У СРСР пристрій для передавання телеграфних сигналів з перфострічки називався трансмітером (англ. transmitter, від лат. transmitto — пересилаю, передаю). На початковому етапі розвитку телеграфного зв'язку використовувався винайдений Чарльзом Вітстоном (1858) електромеханічний трансмітер, що працював із застосуванням нерівномірного телеграфного коду (Код Морзе); до кінця 1950-х років 20 століття найбільшого поширення набув електромеханічний трансмітер рівномірного 5-елементного коду. В останньому при кожному оберті розподільника трансмітера стрічка просувалася на один крок, важільні пристрої «зчитували» з неї чергову кодову комбінацію і, впливаючи на контактні пристрої, виробляли відповідну 5-елементну комбінацію струмових і безструмових сигналів. Конструктивно трансмітер виконували або у вигляді приставки до телетайпа (телеграфного апарату з клавіатурою), або як самостійний передавач. Застосування телеграфного трансмітера дозволяло підвищити продуктивність телеграфної передавальної апаратури і ефективність використання каналів телеграфного зв'язку.

## В комп'ютерній техніці
Завдяки простоті пристроїв введення-виведення, перфострічка отримала поширення в комп'ютерній техніці. Пізні комп'ютерні перфострічки мали ширину 7 або 8 рядів і використовували для запису, кодування ASCII. Існували стрічки і з іншою кількістю рядів (навіть з 2 рядами). Використовувалися в мінікомп'ютерах для вводу-виводу інформації і для управління верстатами з числовим програмним керуванням до середини 1980-х років.
У 21-му столітті перфострічки майже повністю витіснені магнітними, лазерними і електронними носіями інформації.

## Недоліки
Недоліком паперових, найбільш масових, перфострічок порівняно з перфокартами була низька механічна міцність стрічки і неможливість ручного редагування текстових файлів (як це робилося додаванням або заміною перфокарт у колоді). У порівнянні з магнітними стрічками основним недоліком була низька швидкість читання/запису.
Були спроби використовувати стрічки із пластиків, таких як лавсан, але це вимагало спеціального обладнання для запису.
Максимальна швидкість запису - до 80 - 150 байт/с, максимальна швидкість зчитування - до 1500 байт/с. Спосіб запису - механічний спосіб, зчитування - оптичний. При запису паперові кружечки від проколотих отворів потрапляють у знімний контейнер.

## Цікаві факти
- На радянських плакатах, обкладинках книг і журналів 1970-х - 1980-х років нерідко зображалась перфострічка як символ технічного прогресу.
- В телеграфії для оперативного тестування вихідних пристроїв (реперфораторів) і пристроїв зчитування застосовувалось поєднання символів, що утворює на перфострічці «шаховий малюнок» - це найскладніша комбінація отворів, оскільки приймання цієї комбінації вимагало зустрічного покрокового руху усіх п'яти лінійок телеграфного апарата, себто, найбільше навантаження на механічну частину апарата. В рамках коду МТК-2 для отримання такого малюнка застосовувалася комбінація літер: «РЫРЫРЫ...». На жаргоні телеграфістів запит на таку перевірку звучав: «Дай рибу».
- Та ж сама комбінація могла даватися на цифровому регістрі як «464646464.....»
- Повний тест телеграфних пристроїв включав в себе досить відому російську панграму - фразу, що містить всі букви алфавіту (крім тих, що не підтримувалися кодуванням): «В ЧАЩАХ ЮГА ЖИЛ БЫ ЦИТРУС? ДА, НО ФАЛЬШИВЫЙ ЭКЗЕМПЛЯР!»
- При переведенні технічних засобів з телеграфних апаратів на пристрої, що включали у своєму складі персональні комп'ютери, інженери, які працювали над вирішенням цієї проблеми, зіштовхнулися з певними труднощами. Пов'язані вони були з особливостями роботи техніки старого парку. Так, в ряді шифрувальних машин застосовуються службові комбінації, пов'язані з управлінням механікою рулонного літеродрукувального телеграфного апарата (як Т-63 чи РТА-7М): повернення каретки, підйом рядка, тощо. З клавіатури комп'ютера ці комбінації прибрані за непотрібністю.